# Helene Funke
Pour les articles homonymes, voir Funke.
Helene Funke, née le 3 septembre 1869 à Chemnitz en Allemagne et morte le 31 juillet 1957 à Vienne, est une peintre et graphiste germano-autrichienne.

## Biographie
Fille d'une famille d'industriels, Helene  Funke étudie la peinture contre la volonté de sa famille à partir de 1899 à l'Académie des femmes de Munich. Elle y rencontre Gabriele Münter. De 1905 à 1913, elle vit en France puis s'installe à Vienne.
En 1918, elle devient membre du groupe d'artistes Mouvement ou Mouvement libre. Elle est également membre du groupe des femmes artistes viennoises. Elle est également membre du Deutscher Künstlerbund. En 1928, elle reçoit le prix d'État autrichien pour le tableau Tobias et l'ange.
À Paris, elle rencontre André Derain et les peintres du fauvisme qui influence sa peinture. Elle utilise des couleurs vives, appliquées en couches épaisses. Elle se lance dans le dessin de nus. Elle réalise des nus spontanés. Ses nus sont sans complaisances, volontairement non érotiques. Elle fait partie des avant-gardes parisiennes.
Elle se passionne également pour la photographie. Elle réalise plusieurs autoportraits.
En 1922, Oskar Laske (de) l'immortalise dans son tableau monumental La Nef des fous, exposé au Belvédère, à Vienne.
De 1904 à 1938, elle expose à Munich, Berlin, Dresde, Leipzig  et Hambourg. À Vienne, elle est exposée à la Sécession viennoise, à Paris à la Société des artistes indépendants.
Malgré deux expositions en 1948, à Vienne et à Welz, elle tombe dans l’oubli. Elle meurt en 1957. Son neveu, établit le catalogue de ses œuvres.
Elle est redécouverte en 1998 lors d'une première rétrospective organisée par l'historienne de l'art Ursula Hieke, à Vienne, à la galerie  Kunsthandel Hieke. Une seconde rétrospective a lieu en 2007, au musée Lentos Musée d'art (en), à Linz. En 2018, elle a été exposée dans sa ville natale, Chemnitz, en Allemagne.
Son travail est présenté dans l'exposition Stadt der Frauen à la Österreichische Galerie Belvedere en 2019.
Elle est également présente dans l'exposition Maestras, au Thyssen-Bornemisza, à Madrid en 2023 et au Musée d'Art contemporain de Rolandseck en 2024.

## Rétrospectives
- Helene Funke- Wien-Paris, Kunsthandel Hieke, 1998[9]
- Personale, Lentos, Linz, 2007[10]
- Störenfriede, Lentos Linz, 2008
- Helene Funke. Expressiv, Weiblich, Kunstsammlung Chemnitz, 2018[1]